# Brian Roberts (basket-ball)
Pour les articles homonymes, voir Brian Roberts.
Brian Roberts, né le 3 décembre 1985, à Toledo, dans l'Ohio, est un joueur américain de basket-ball. Il évolue au poste de meneur.

## Biographie

### Carrière universitaire
Roberts passe ses quatre années universitaires à l'université de Dayton où il joue pour les Flyers entre 2004 et 2008.

### Carrière professionnelle

#### Des débuts européens (2008-2012)
Le 26 juin 2008, lors de la draft 2008 de la NBA, automatiquement éligible, il n'est pas sélectionné. Il participe aux NBA Summer League 2008 d'Orlando avec le Magic d'Orlando et de Las Vegas avec les Lakers de Los Angeles.
Puis, il signe son premier contrat professionnel en Israël à 'Altshuler Saham Galil Gilboa pour la saison 2008-2009.
Le 10 juillet 2009, Roberts signent un contrat de deux ans avec le Brose Baskets en Allemagne. Le même jour, il rejoint les Kings de Sacramento pour participer à la NBA Summer League 2009.
En août 2011, Roberts re-signe une année de plus au Brose Baskets.

#### Hornets/Pelicans de La Nouvelle-Orléans (2012-2014)
En juillet 2012, Roberts rejoint les Hornets de La Nouvelle-Orléans pour la NBA Summer League 2012. Le 16 août 201, il signe un contrat de plusieurs années chez les Hornets. Le 25 mars 2013, il réalise la meilleure performance de sa carrière en distribuant 18 passes décisives lors de la victoire des Hornets qui a mis un terme à la série de 15 victoires consécutives des Nuggets de Denver. En avril 2013, les Hornets changent leur nom et deviennent les Pelicans.
En juillet 2013, Roberts participent à la NBA Summer League 2013 avec les Pelicans. Lors de la saison NBA 2013-2014, il termine avec le meilleur pourcentage de réussite aux lancers-francs.

#### Hornets de Charlotte (2014-2016)
Le 23 juillet 2014, Roberts signe un contrat de deux ans aux Hornets de Charlotte. Le 13 avril 2015, il établit son record de points en carrière en marquant 23 points en étant remplaçant lors de la défaite 100 à 90 chez les Rockets de Houston.

#### Trail Blazers de Portland (2016)
Le 16 février 2016, les Hornets transfèrent Roberts au Heat de Miami dans un échange à trois équipes incluant les Grizzlies de Memphis. Le 18 février, il est de nouveau transféré, avec un futur second tour de draft, chez les Trail Blazers de Portland en échange d'une somme d'argent. Le lendemain, il fait ses débuts avec les Trail Blazers lors de la victoire 137 à 105 contre les Warriors de Golden State, où il marque sept points en quatre minutes.

#### Retour à Charlotte (2016-2017)
Le 7 juillet 2016, Roberts signe avec les Hornets de Charlotte, où il retourne après y avoir joué d'octobre 2014 à février 2016.

## Statistiques

### Universitaires
| Saison    | Équipe | Matchs | Titul. | Min./m | % Tir | % 3pts | % LF | Rbds/m. | Pass/m. | Int/m. | Ctr/m. | Pts/m. |
| --------- | ------ | ------ | ------ | ------ | ----- | ------ | ---- | ------- | ------- | ------ | ------ | ------ |
| 2004-2005 | Dayton | 29     | 1      | 20,2   | 45,0  | 43,0   | 78,6 | 2,66    | 1,45    | 0,48   | 0,00   | 9,21   |
| 2005-2006 | Dayton | 31     | 29     | 33,4   | 41,8  | 41,0   | 79,4 | 3,48    | 3,45    | 0,48   | 0,06   | 15,97  |
| 2006-2007 | Dayton | 31     | 29     | 35,6   | 46,5  | 46,1   | 89,9 | 2,87    | 2,68    | 0,68   | 0,23   | 18,48  |
| 2007-2008 | Dayton | 34     | 34     | 34,7   | 47,6  | 45,5   | 86,0 | 2,82    | 3,44    | 0,35   | 0,12   | 18,44  |
| Total     |        | 125    | 93     | 31,2   | 45,2  | 44,1   | 84,9 | 2,96    | 2,79    | 0,50   | 0,10   | 15,70  |

### Professionnels

#### Saison régulière NBA
gras = ses meilleures performances
| Saison    | Équipe              | Matchs | Titul. | Min./m | % Tir | % 3pts | % LF | Rbds/m. | Pass/m. | Int/m. | Ctr/m. | Pts/m. |
| --------- | ------------------- | ------ | ------ | ------ | ----- | ------ | ---- | ------- | ------- | ------ | ------ | ------ |
| 2012-2013 | La Nouvelle-Orléans | 78     | 5      | 17,0   | 41,7  | 38,6   | 90,9 | 1,24    | 2,81    | 0,47   | 0,04   | 7,12   |
| 2013-2014 | La Nouvelle-Orléans | 72     | 42     | 23,1   | 42,0  | 36,0   | 94,0 | 1,89    | 3,25    | 0,60   | 0,10   | 9,40   |
| 2014-2015 | Charlotte           | 72     | 10     | 18,5   | 38,9  | 32,1   | 89,2 | 1,51    | 2,25    | 0,46   | 0,08   | 6,67   |
| 2015-2016 | Charlotte           | 30     | 0      | 11,1   | 44,3  | 33,3   | 91,9 | 0,97    | 1,27    | 0,23   | 0,03   | 4,83   |
| 2015-2016 | Portland            | 21     | 0      | 6,5    | 46,0  | 40,0   | 80,0 | 0,57    | 0,76    | 0,14   | 0,05   | 2,86   |
| Total     |                     | 273    | 57     | 17,5   | 41,4  | 35,3   | 91,5 | 1,40    | 2,45    | 0,45   | 0,07   | 7,02   |

#### Playoffs NBA
| Saison | Équipe   | Matchs | Titul. | Min./m | % Tir | % 3pts | % LF | Rbds/m. | Pass/m. | Int/m. | Ctr/m. | Pts/m. |
| ------ | -------- | ------ | ------ | ------ | ----- | ------ | ---- | ------- | ------- | ------ | ------ | ------ |
| 2016   | Portland | 10     | 0      | 3,6    | 22,2  | 0,0    | 66,7 | 0,10    | 0,30    | 0,00   | 0,00   | 0,80   |
| Total  |          | 10     | 0      | 3,6    | 22,2  | 0,0    | 66,7 | 0,10    | 0,30    | 0,00   | 0,00   | 0,80   |

## Records personnels en NBA
Les records personnels de Brian Roberts officiellement recensés par la NBA sont les suivants :
| Type de statistique        | Saison régulière | Saison régulière                                 | Saison régulière              | Playoffs | Playoffs                   | Playoffs                 |
| Type de statistique        | Record           | Adversaire                                       | Date                          | Record   | Adversaire                 | Date                     |
| -------------------------- | ---------------- | ------------------------------------------------ | ----------------------------- | -------- | -------------------------- | ------------------------ |
| Points                     | 23               | Rockets de Houston                               | 13 avril 2015                 | 5        | @ Warriors de Golden State | 11 mai 2016              |
| Paniers marqués            | 9                | Trail Blazers de Portland                        | 26 novembre 2014              | 5        | @ Warriors de Golden State | 1er mai 2016 11 mai 2016 |
| Paniers tentés             | 19               | Rockets de Houston                               | 13 avril 2015                 | 4        | @ Warriors de Golden State | 11 mai 2016              |
| Paniers à 3 points réussis | 5                | Rockets de Houston                               | 13 avril 2015                 |          |                            |                          |
| Paniers à 3 points tentés  | 12               | Rockets de Houston                               | 13 avril 2015                 | 3        | @ Warriors de Golden State | 11 mai 2016              |
| Lancers francs réussis     | 8                | @ Hawks d'Atlanta                                | 21 mars 2014                  | 3        | @ Warriors de Golden State | 11 mai 2016              |
| Lancers francs tentés      | 8                | @ Hawks d'Atlanta                                | 21 mars 2014                  | 4        | @ Warriors de Golden State | 11 mai 2016              |
| Rebonds offensifs          | 2                | 3 fois                                           |                               | 1        | @ Warriors de Golden State | 11 mai 2016              |
| Rebonds défensifs          | 6                | Clippers de Los Angeles Warriors de Golden State | 12 avril 2013 2 décembre 2015 |          |                            |                          |
| Rebonds totaux             | 7                | Mavericks de Dallas                              | 10 janvier 2014               | 1        | @ Warriors de Golden State | 11 mai 2016              |
| Passes décisives           | 18               | Nuggets de Denver                                | 25 mars 2013                  | 1        | 3 fois                     |                          |
| Interceptions              | 4                | 3 fois                                           |                               |          |                            |                          |
| Contres                    | 2                | Thunder d'Oklahoma City                          | 21 février 2015               |          |                            |                          |
| Balles perdues             | 4                | 5 fois                                           |                               | 1        | Warriors de Golden State   | 7 mai 2016               |
| Minutes jouées             | 43               | Trail Blazers de Portland                        | 10 mars 2013                  | 8        | @ Warriors de Golden State | 11 mai 2016              |

- Double-double : 2 (au 26/02/2017)
- Triple-double : aucun.

Il possède actuellement le meilleur pourcentage de l'histoire de la NBA aux lancers-francs avec 91,5%, cependant avec un petit volume : 303 sur 331.